# روار أدلر
روار أدلر هو مسير رياضي نرويجي، ولد في 4 سبتمبر 1915، وتوفي في 25 يناير 2007.